# Autolib'

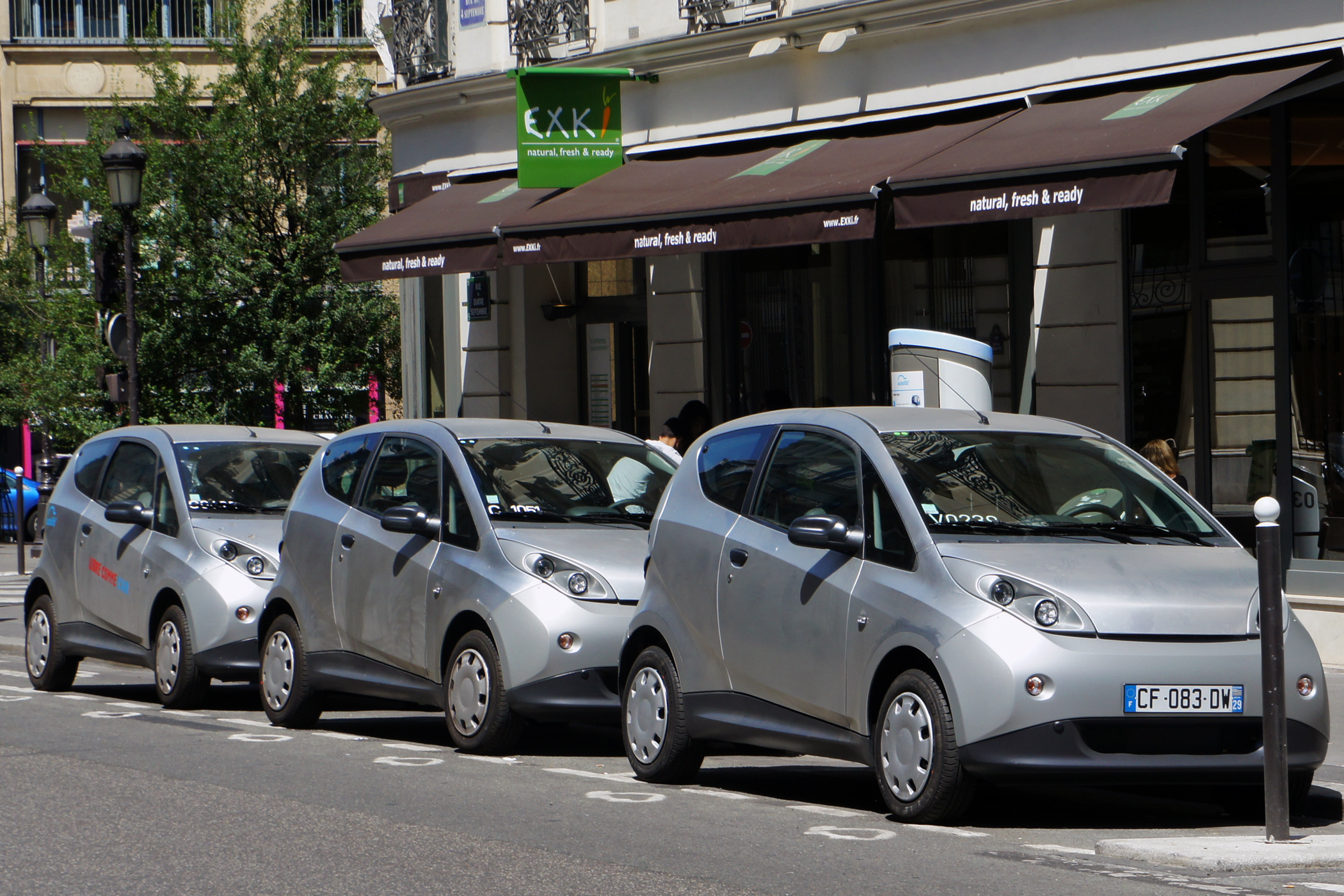
Bolloré Bluecars recargando eun kiosco de servicios de Autolib' en Rue du Quatre Septembre, París, en junio de 2012.

Autolib' fue un servicio de coche eléctrico compartido que se inauguró en París, Francia, en diciembre de 2011 y estuvo disponible hasta 2018. Es un complemento del esquema de bicicletas públicas de  la ciudad, Vélib', que fue creado en 2007. El esquema de Autolib tenía la intención de desplegar 3.000 Bluecars Bolloré totalmente eléctricos para uso público mediante una suscripción pagada, basada en una red en toda la ciudad de estacionamiento y estaciones de carga. A partir del 30 de septiembre de 2013, más de 2000 Bluecars habían sido registrado para el servicio, y el esquema tenía 105.000 suscriptores registrados a mediados de octubre de 2013; Autolib llegó a ofrecer más de 4.000 puntos de carga Autolib y se esforzó para ampliar su negocio a otras ciudades francesas, llegando también ha firmar un acuerdo para comenzar a operar en la ciudad estadounidense de Indianápolis en 2014.[cita requerida]

## Operación

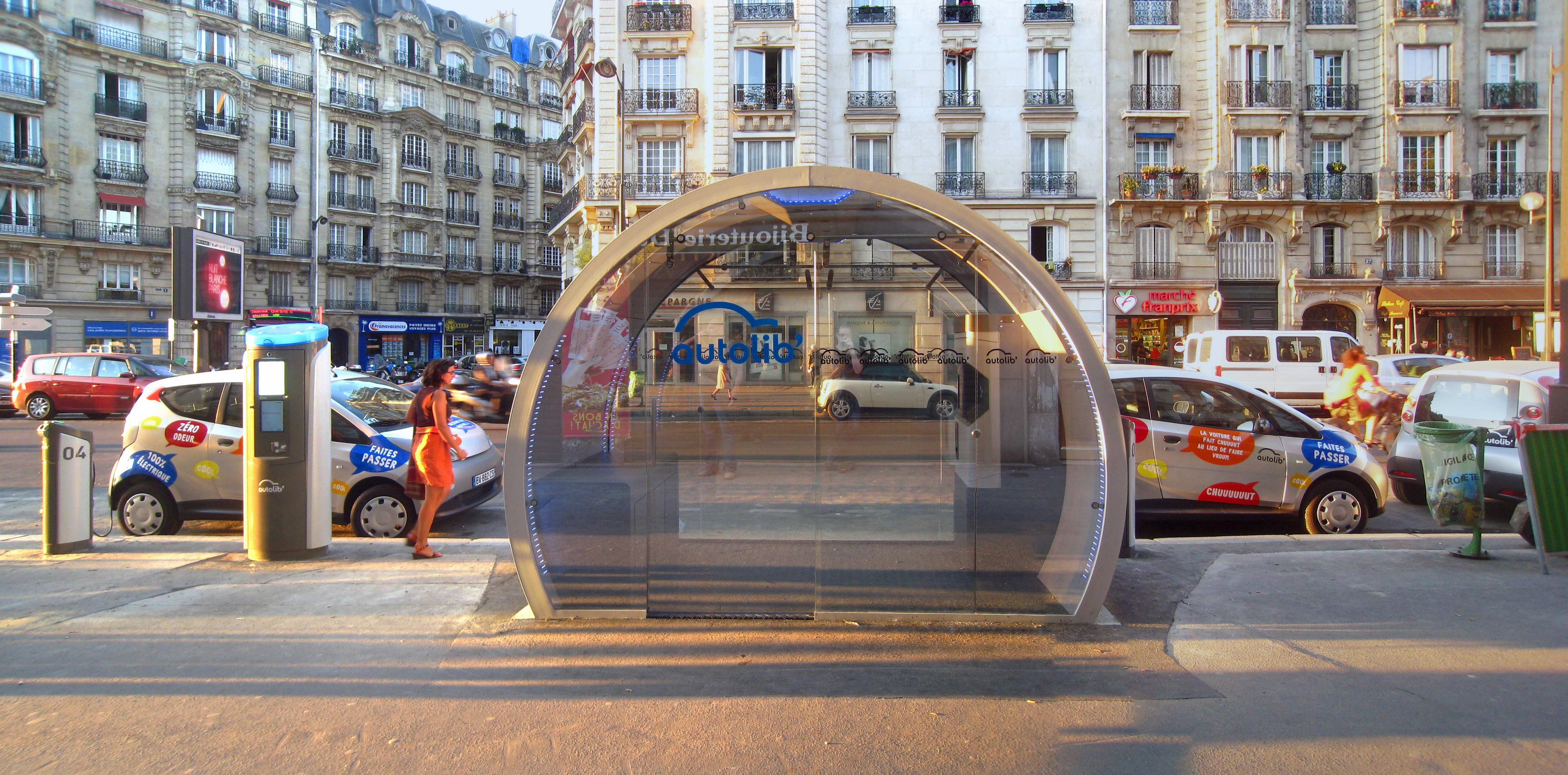
Un kiosco Autolib' en el Boulevard Diderot.

Autolib Bluecar estuvo disponible para cualquier persona de 18 o más años, con un permiso de conducir francés válido o una licencia extranjera válida junto con el permiso de conducir internacional, que lleve a cabo una suscripción de pago. Los usuarios podían elegir entre una serie de paquetes de alquiler, con tasas de 30 minutos que varían de 4 a 8 €,  en función del plan de alquiler. Se podía recoger un coche disponible para su uso desde cualquier estación de alquiler y devolverlo a cualquier otra estación de alquiler. Cada coche tuvo a bordo capacidades GPS y se podía seguir por el centro de operaciones del sistema.
Además de la cuota de suscripción, Autolib cobraba una tasa variable por cada media hora de uso, pero la facturación por cada alquiler se calcula sobre una base de prorrata, que tenía en cuenta la duración real de uso redondeada al minuto más cercano (excepto durante los primeros 20 minutos, para los que hay un cargo mínimo).  La siguiente tabla resume los tipos de suscripción que estuvieron disponibles, las tarifas de suscripción y las tasas de 30 minutos correspondientes:
| Cargos por servicio y tarifa de consumo de Autolib' | Cargos por servicio y tarifa de consumo de Autolib' | Cargos por servicio y tarifa de consumo de Autolib' | Cargos por servicio y tarifa de consumo de Autolib' | Cargos por servicio y tarifa de consumo de Autolib' | Cargos por servicio y tarifa de consumo de Autolib' | Cargos por servicio y tarifa de consumo de Autolib' | Cargos por servicio y tarifa de consumo de Autolib' | Cargos por servicio y tarifa de consumo de Autolib' |
| Plan                                                | Membresía                                           | Tarifas de subscripción                             | Tarifas por cada intervalo de 30 minutos            | Tarifas por cada intervalo de 30 minutos            | Tarifas por cada intervalo de 30 minutos            | Tarifas máximas en caso de accidente                | Tarifas máximas en caso de accidente                | Tarifas máximas en caso de accidente                |
| Plan                                                | Membresía                                           | Tarifas de subscripción                             | Primeros 30 min                                     | Segundos 30 min                                     | Adicionales 30 min                                  | Primer accidente                                    | Segundo accidente                                   | Tercer accidente (max)                              |
| --------------------------------------------------- | --------------------------------------------------- | --------------------------------------------------- | --------------------------------------------------- | --------------------------------------------------- | --------------------------------------------------- | --------------------------------------------------- | --------------------------------------------------- | --------------------------------------------------- |
| Solista premium                                     | 1 año                                               | € 144 por año (€ 12 por mes)                        | € 5                                                 | € 5                                                 | € 5                                                 | € 200                                               | € 475                                               | € 750                                               |
| Familia premium                                     | 1 año                                               | € 132 por año (€ 11 por mes)                        | € 5                                                 | € 4                                                 | € 6                                                 | € 200                                               | € 475                                               | € 750                                               |
| Semanalmente                                        | 1 semana                                            | € 15 por semana                                     | € 7                                                 | € 6                                                 | € 8                                                 | € 150                                               | € 450                                               | € 750                                               |
| Descubierto                                         | 1 día                                               | € 10 por 24 h                                       | € 7                                                 | € 6                                                 | € 8                                                 | € 150                                               | € 450                                               | € 750                                               |

## Otros servicios
Otros servicios Autolib' incluyen:

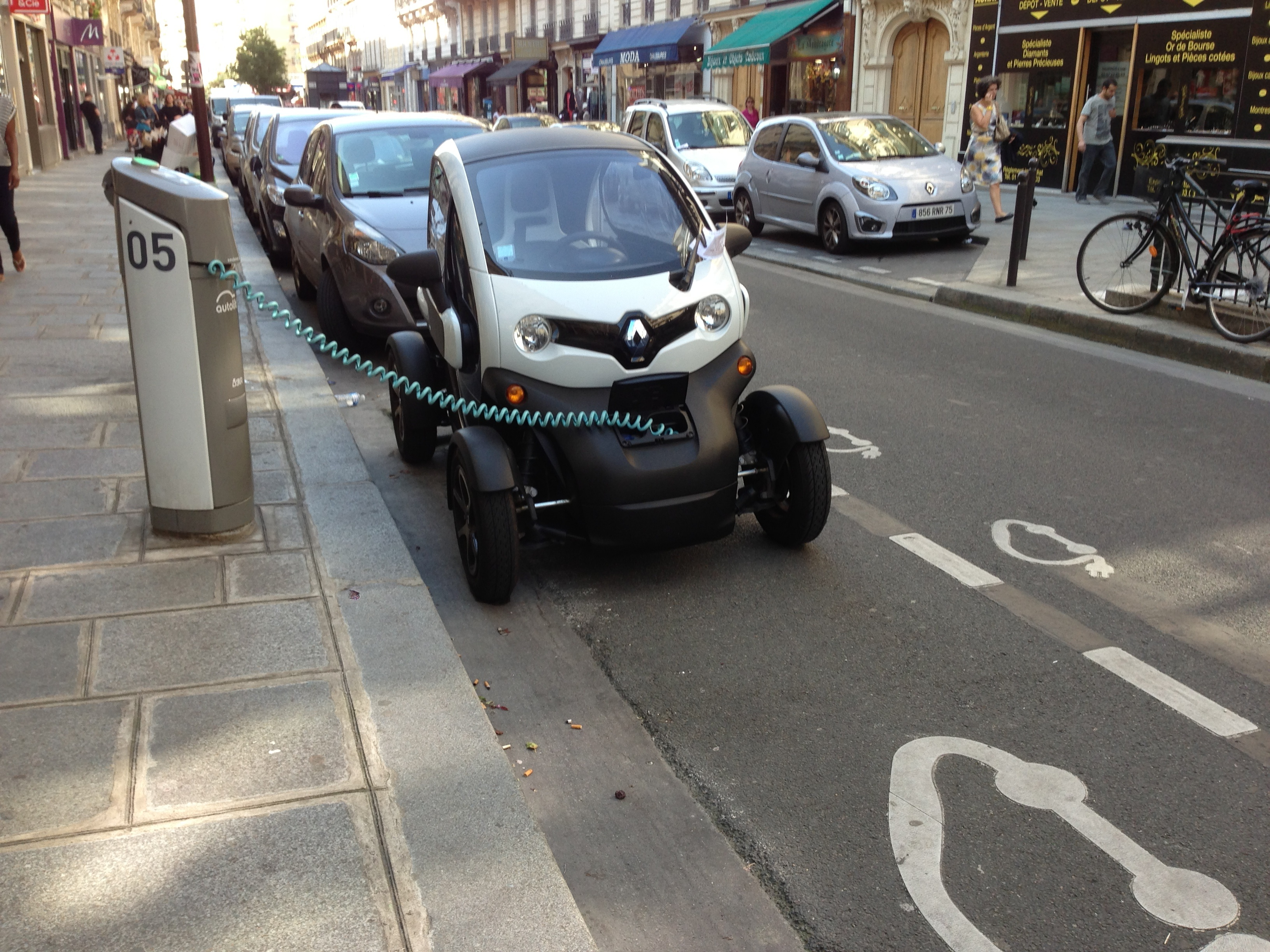
Una Renault Twizy EV de propiedad privada recargando en una estación de Autolib cerca del Jardín de Luxemburgo, París, en 2013.

Comunas en el origen del proyecto.

- Servicio de recarga privada de vehículos eléctricos.
- Leasing y programa de ventas de Bluecar.
- Compartición corporativa de coches.

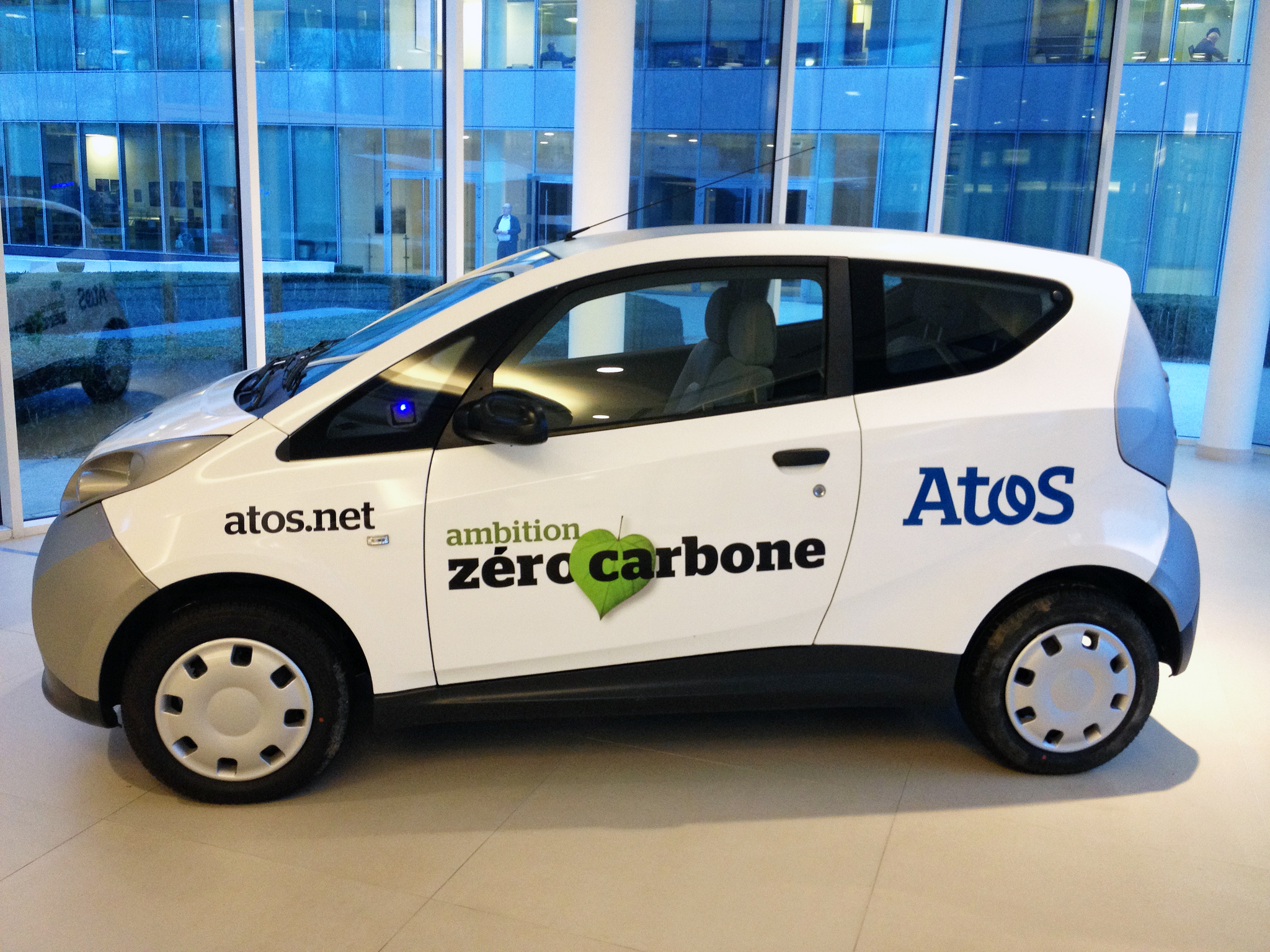
Un Bluecar utilizado por el servicio de compartición de coches corporativos Atos MyCar en Bezons, Francia, en 2012.